# 意大利足球卓越联赛
意大利足球卓越聯賽（義大利語：Eccellenza），是意大利足球联赛系统的第 5 级别（自2014/15球季起）。這是一個地區聯賽，按照地理分区划分为28个小组。意大利的20個大區中，除了皮埃蒙特和瓦萊達奧斯塔共享两个小组外，其他大区都至少分为一个小组。

## 升降级制度
每赛季结束后，各小组的头名晋级意大利足球丁级联赛。此外，各小组有一个参加国家级的附加赛的名额（有的小组直接派第二名参加，有的小组则组织附加赛决定名额的归属）。这28支参加附加赛的球队经过两轮的淘汰赛后（每轮都是两个回合，采用主客场制），最后留下的7支球队也升入意丁。意大利业余杯的冠军也会获得升级资格，这样每年共有36支球队升级。